# Sylviane Félix
Sylviane Félix (Francia, 31 de octubre e 1977) es una atleta francesa, especialista en la prueba de 4 × 100 m, en la que ha logrado ser campeona mundial en 2003.

## Carrera deportiva
En el Mundial de París 2003 ganó la medalla de oro en los relevos 4 x 100 metros, con un tiempo de 41.78 segundos, por delante de Estados Unidos y Rusai, y siendo sus compañeras de equipo: Muriel Hurtis, Patricia Girard y Christine Arron.
Además ha conseguido otras medallas en competiciones internacionales como el bronce en los JJ. OO. de Atlanta 1996 en la prueba de 100 m vallas, o la plata y el bronce conseguidos en los relevos 4 x 100 metros, en los mundiales de Sevilla 1999 y Atenas 1997, respectivamente.